# (34082) 2000 PL2
2000 PL2 (asteroide 34082) é um asteroide da cintura principal. Possui uma excentricidade de 0.13087150 e uma inclinação de 10.49937º.
Este asteroide foi descoberto no dia 1 de agosto de 2000 por LINEAR em Socorro.